# Джорджтаун (тауншип, Миннесота)
Джорджтаун (англ. Georgetown) — тауншип в округе Клей, Миннесота, США. На 2000 год его население составило 188 человек.

## География
По данным Бюро переписи населения США площадь тауншипа составляет 95,5 км², из которых 95,5 км² занимает суша, водоёмов нет.

## Демография
По данным переписи населения 2000 года здесь находились 188 человек, 69 домохозяйств и 52 семьи.  Плотность населения —  2,0 чел./км².  На территории тауншипа расположена 71 постройка со средней плотностью 0,7 построек на один квадратный километр. Расовый состав населения: 98,94 % белых, 0,53 % коренных американцев и 0,53 % азиатов. Испанцы или латиноамериканцы любой расы составляли 2,66 % от популяции тауншипа.
Из 69 домохозяйств в 33,3 % воспитывались дети до 18 лет, в 69,6 % проживали супружеские пары, в 4,3 % проживали незамужние женщины и в 23,2 % домохозяйств проживали несемейные люди. 20,3 % домохозяйств состояли из одного человека, при том 14,5 % из — одиноких пожилых людей старше 65 лет. Средний размер домохозяйства — 2,72, а семьи — 3,13 человека.
27,7 % населения — младше 18 лет, 3,7 % — в возрасте от 18 до 24 лет, 27,7 % — от 25 до 44, 26,1 % — от 45 до 64, и 14,9 % — старше 65 лет. Средний возраст — 41 год. На каждые 100 женщин приходилось 111,2 мужчин.  На каждые 100 женщин старше 18 приходилось 106,1 мужчин.
Средний годовой доход домохозяйства составлял 40 000 долларов, а средний годовой доход семьи —  51 250 долларов. Средний доход мужчин —  39 821  доллар, в то время как у женщин — 32 917. Доход на душу населения составил 17 178 долларов. За чертой бедности находились 13,0 % семей и 14,4 % всего населения тауншипа, из которых 20,3 % младше 18 и 6,7 % старше 65 лет.